# Hudson River School

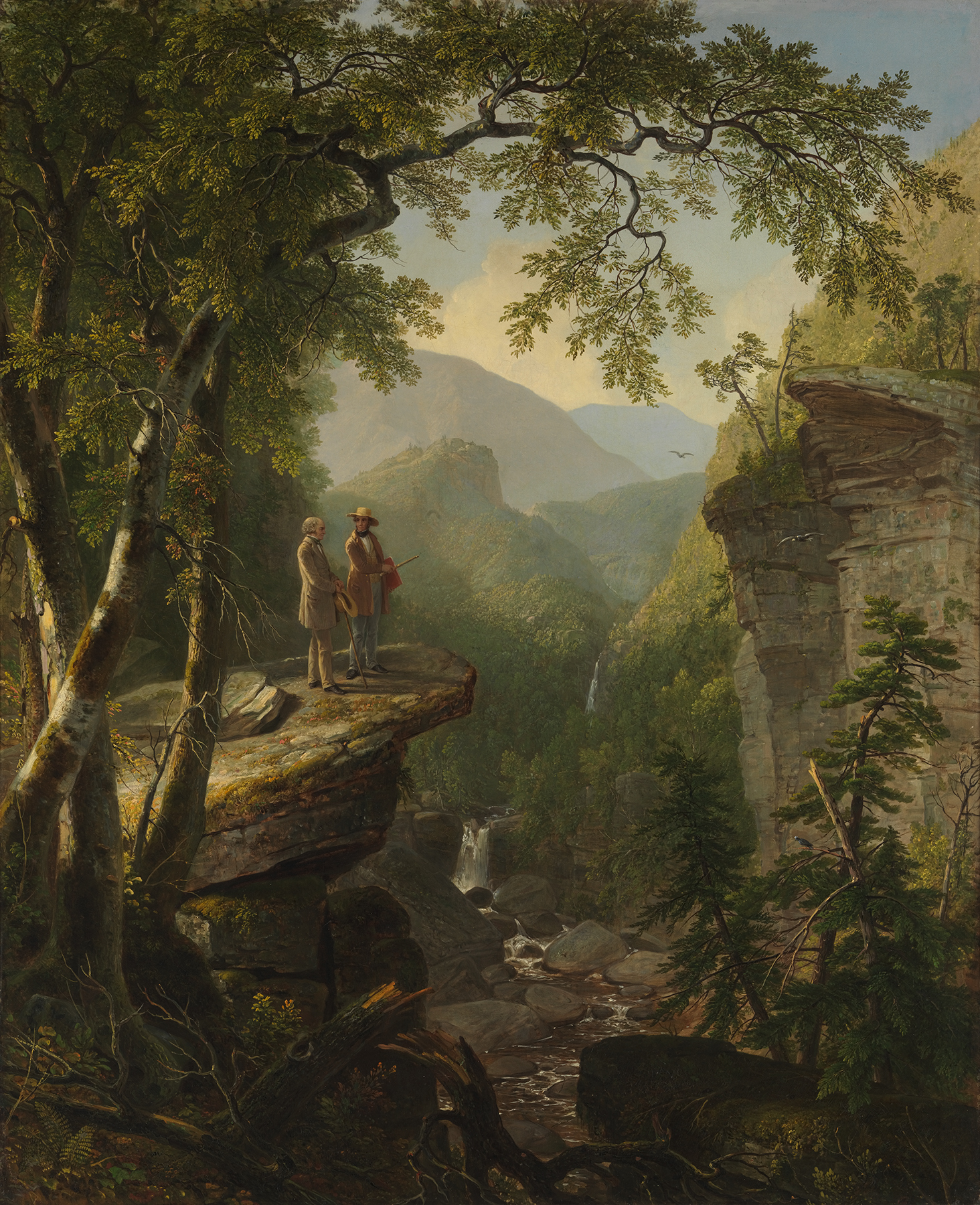
Asher Brown Durand:
Verwandte Geister (1849)

Hudson River School ist der Name einer Gruppe amerikanischer Landschaftsmaler, die Mitte des 19. Jahrhunderts tätig waren und der deutschen romantischen Malerei, insbesondere der Düsseldorfer Malerschule, und später der Schule von Barbizon nahestanden. Thema ihrer Bilder ist das Tal des Hudson River, die Catskill Mountains, die Niagarafälle an der kanadisch-amerikanischen Grenze, die Adirondack Mountains und die White Mountains in New Hampshire. Ihre Szenerien beschränkten sich aber nicht auf die der USA, sondern auch die Anden, Jamaica sowie Darstellungen von religiösen, antiken und literarischen Szenen (zum Beispiel James Fenimore Coopers The Last of the Mohicans) wurden Thema ihrer Landschaften.
Als Begründer der Hudson River School gilt Thomas Cole (1801–1848). Cole zog 1825 nach New York (damals schon Zentrum der amerikanischen Kunstszene) und reiste im September und Oktober desselben Jahres in die Catskill Mountains, um dort die ersten Darstellungen dieser Gegend zu malen. Sein Mitarbeiter und Freund war der Landschaftsmaler Asher Brown Durand (1796–1886).  Die zweite Generation ist unter anderem vertreten durch Coles besten Schüler Frederic Edwin Church (1826–1900).

## Fokus
Die Kunst der Hudson River School reflektierte drei Bereiche Amerikas des 19. Jahrhunderts: die Entdeckung, die Erforschung und die Besiedlung (→ Geschichte der USA). Die Gemälde sind idyllische Bilder von Landschaften, in denen Mensch und Natur in Einklang miteinander leben. Die späteren Werke zeigen in ihrem Luminism Nähe zur impressionistischen Malerei Europas. Die Details sind genau wiedergegeben und diverse Teilmotive sind zu einer Ideallandschaft zusammengesetzt. Die Künstler sammelten auf teils abenteuerlichen und gefährlichen Reisen Skizzen von unerforschten und extremen Landschaften und schufen daraus im Atelier Bilder.
Charakteristisch für die Bilder der Hudson River School ist eine realistische und detaillierte Abbildung der Natur. Künstlerische Vorbilder waren europäische Maler wie Claude Lorrain und John Constable. Ihre Achtung und Ehrfurcht vor der Natur teilten sie mit zeitgenössischen amerikanischen Autoren wie Henry David Thoreau und Ralph Waldo Emerson. Es bestehen intensive Verflechtungen zur deutschen Spätromantik. Paul Weber lehrte an der Pennsylvania Academy of the Fine Arts und beeinflusste Vertreter der Hudson River School.
Die Werke stimulierten die Aufbruchstimmung in den Ostküstenstaaten der USA zur Erforschung des wilden Westens und hatten Einfluss auf die Nationalpark-Bewegung in den USA.
Der Maler Thomas Moran (Hudson River School) nahm 1871/72 an der Hayden-Expedition in das Gebiet teil, das 1872 zum Yellowstone-Nationalpark wurde.
Morans Werke wurden den Mitgliedern des US-Kongresses präsentiert; diese veranlassten den Ankauf von zwei seiner Monumentalgemälde.
Damit trug Moran dazu bei, dass der US-Kongress und US-Präsident Grant den Yellowstone-Nationalpark gründeten.

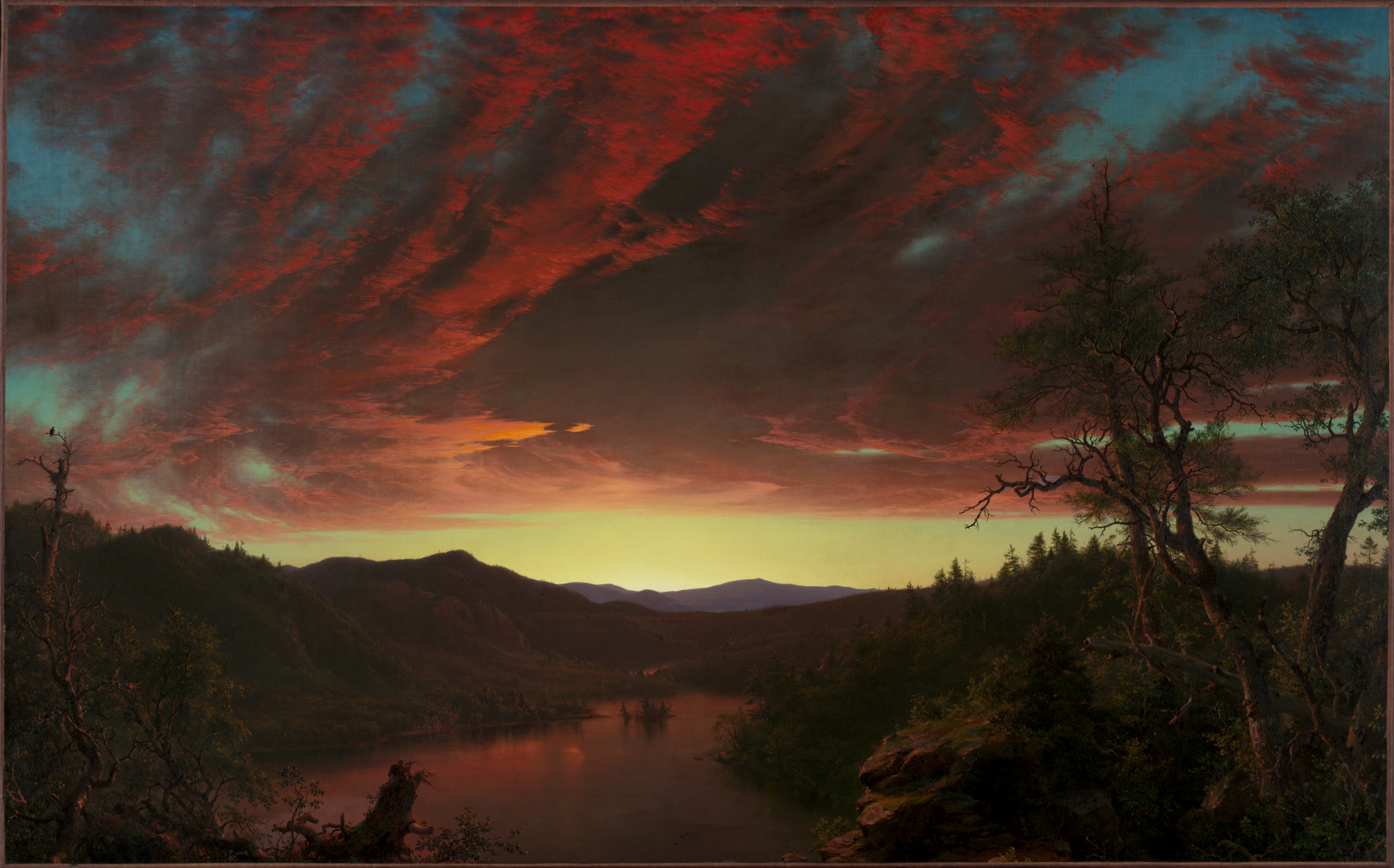
Frederic Edwin Church: Twilight Wilderness

## Künstler der Hudson River School

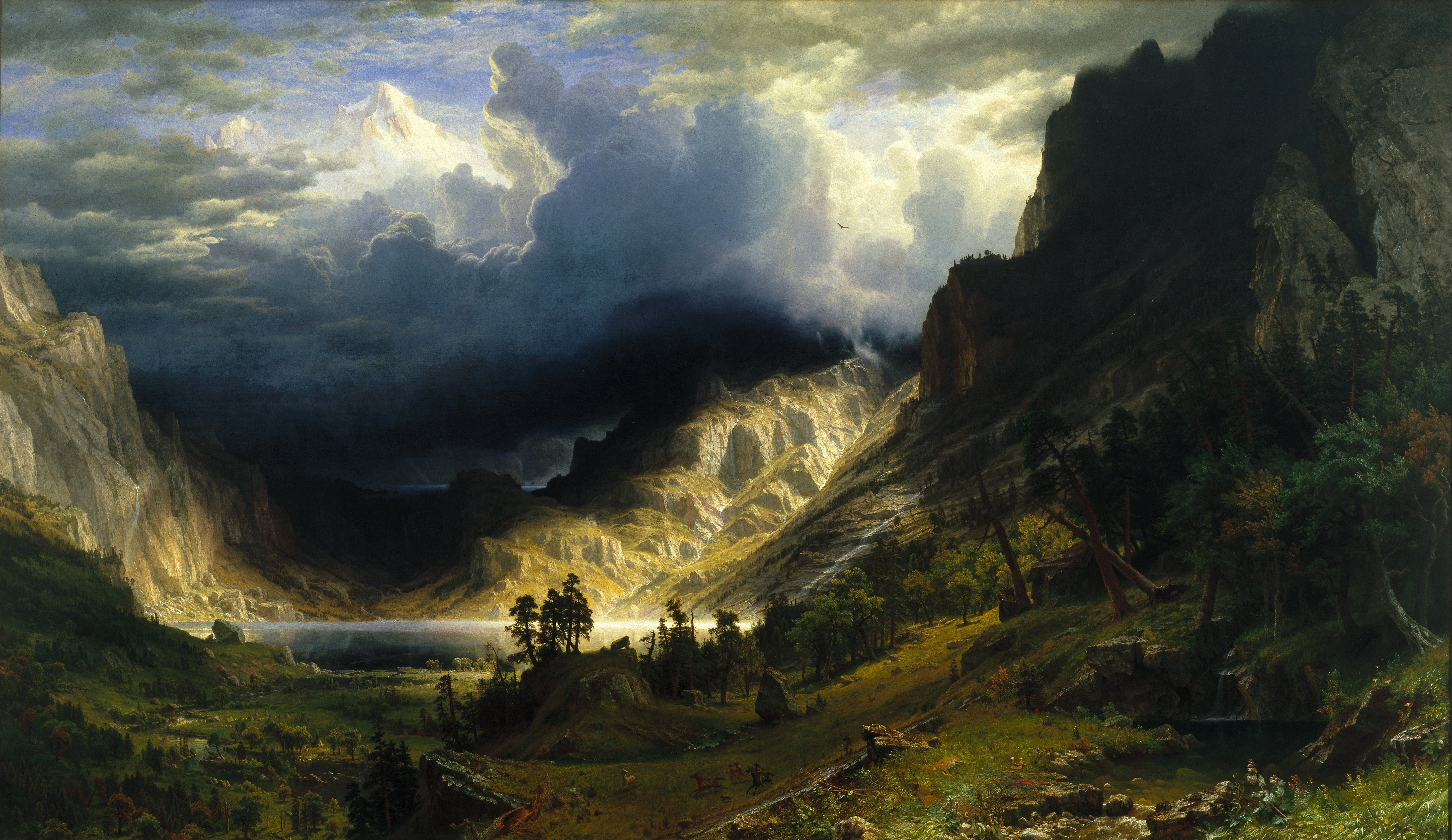
Albert Bierstadt: Storm in the Rocky Mountains, Mount Rosalie (1866)

| - Susie Barstow (1836–1923) - Albert Bierstadt (1830–1902) - Julie Hart Beers (1834–1913) - Albert Fitch Bellows (1829–1883) - Alfred Thompson Bricher (1851–1908) - Frederic Edwin Church (1826–1900) - John William Casilear (1811–1893) - Thomas Cole (1801–1848) - Samuel Colman (1832–1920) - Jasper Francis Cropsey (1823–1900) - Thomas Doughty (1793–1856) - Robert S. Duncanson (1821–1872) - Asher Brown Durand (1796–1886) - Sanford Robinson Gifford (1823–1880) - Eliza Pratt Greatorex (1819–1897) - James Hart (1828–1901) - William Hart (1823–1894) - William Stanley Haseltine (1835–1900) - Hermann Ottomar Herzog (1832–1932) - Martin Johnson Heade (1819–1904) | - George Hetzel (1826–1899) - George Inness (1825–1894) - David Johnson (1827–1908) - John Frederick Kensett (1816–1872) - Homer Dodge Martin (1836–1897) - Jervis McEntee (1818–1891) - Louis Rémy Mignot (1831–1870) - Thomas Moran (1837–1926) - Arthur Parton (1842–1914) - William Trost Richards (1833–1905) - Paul Ritter (1829–1907) - Aaron Draper Shattuck (1832–1928) - Francis B. Silva (1835–1886) - William Louis Sonntag (1822–1900) - Jerome Thompson (1814–1886) - Robert Walter Weir (1803–1889) - Worthington Whittredge (1820–1910) - Alexander Helwig Wyant (1836–1892) - Paul Weber (1823–1916) |

## Ausstellungen (Auswahl)
- 1961/70: Drawings of the Hudson River School. Brooklyn Museum of Art, New York
- 1987: American Paradise – The World of the Hudson River School. Metropolitan Museum of Art,
- 2007: Hudson River School. Bucerius Kunst Forum, Hamburg[3]
- 2018: The Poetry of Nature. Hudson River School Landscapes from the New-York Historical Society, Worcester Art Museum, Worcester, MA
- 2020: Tonalism. Pathway from the Hudson River School to Modern Art. New York State Museum, Albany (New York)